# Friestas

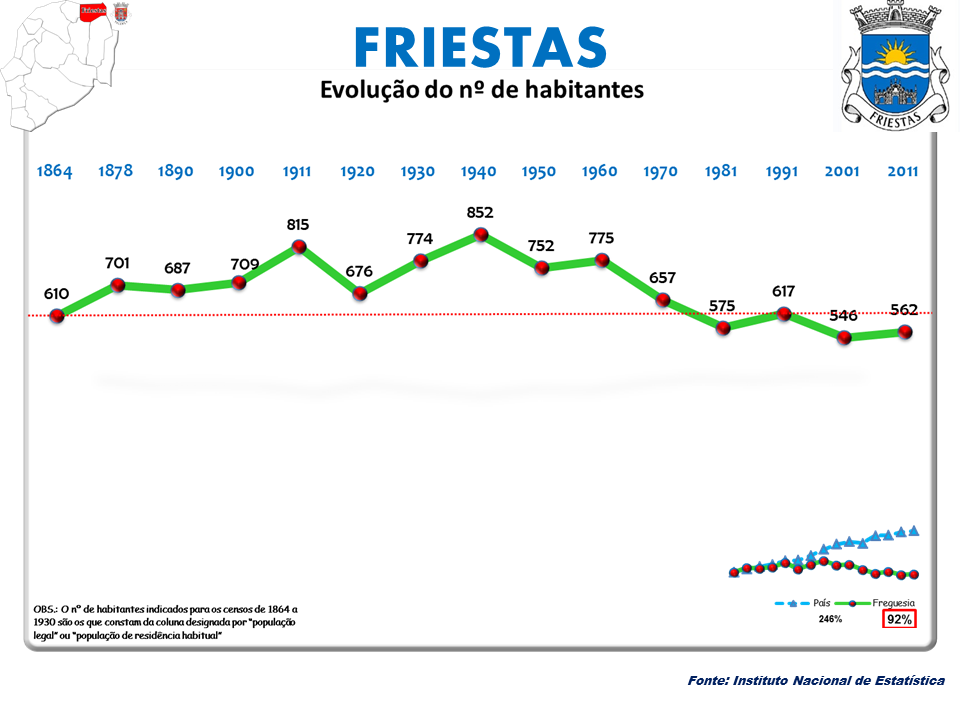
Bevolkingsontwikkeling tussen 1864 en 2011

Friestas is een plaats (freguesia) in de Portugese gemeente Valença en telt 546 inwoners (2001).

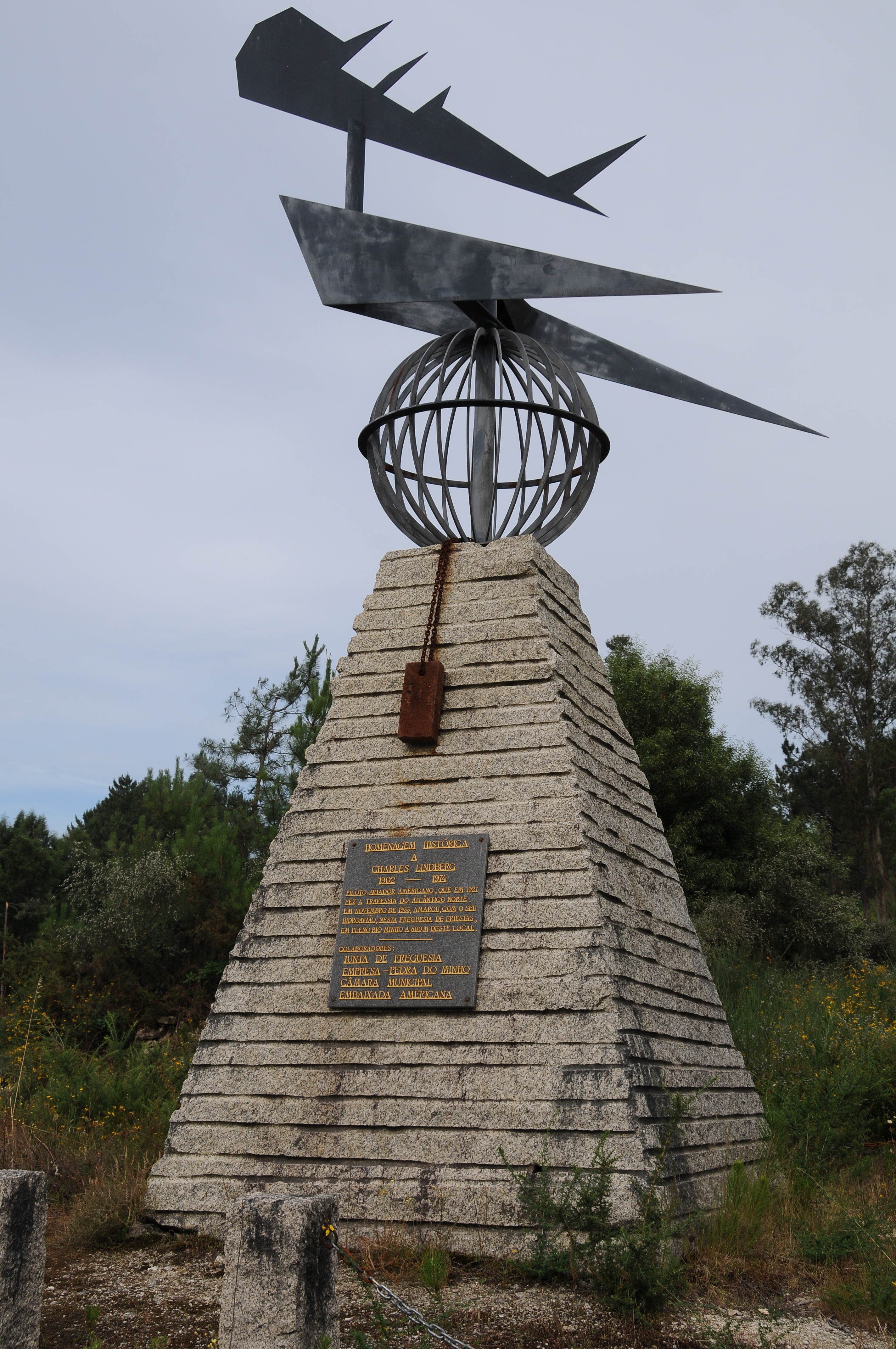
Lindberg, Friestas
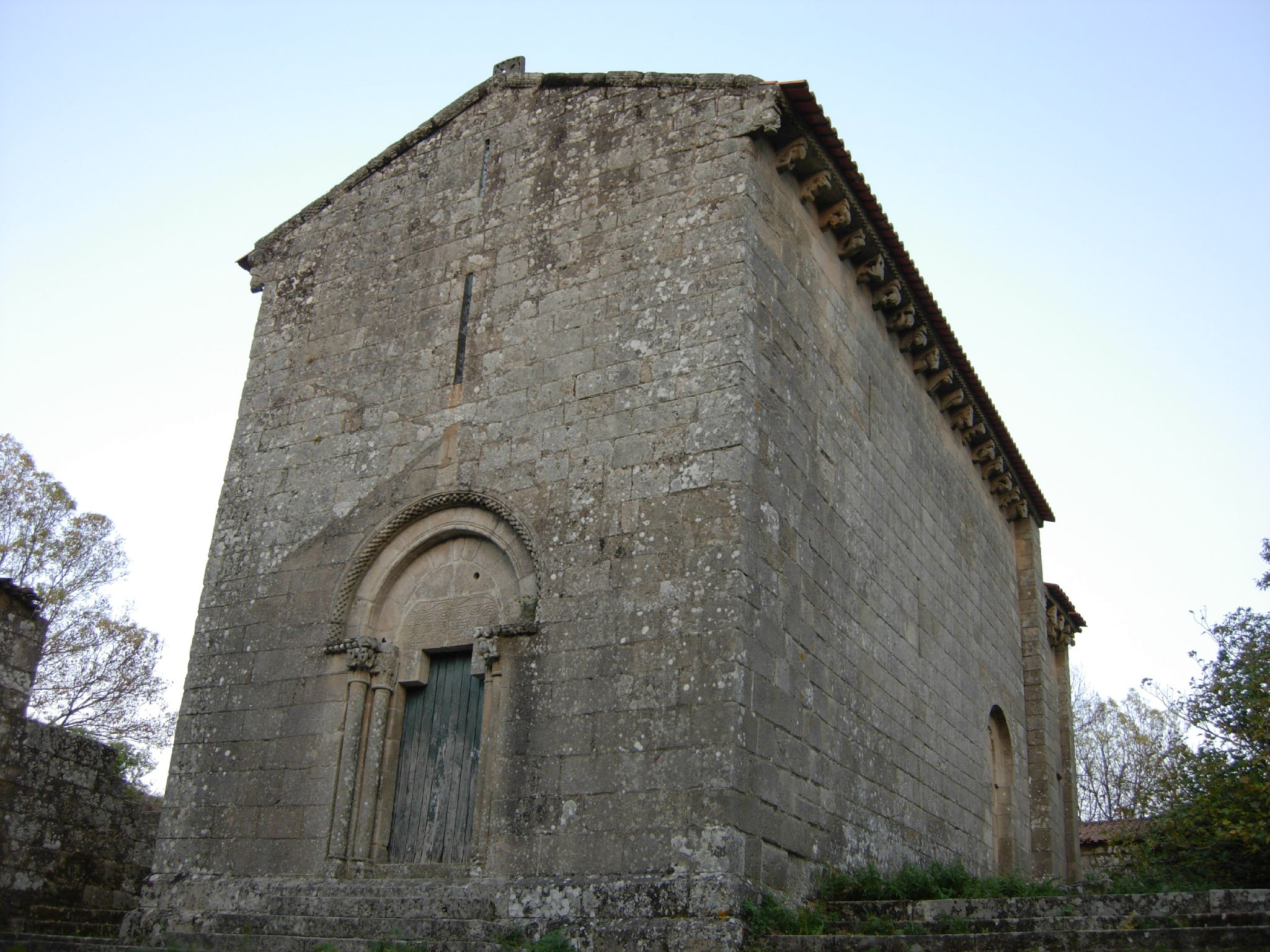
Kerk Sanfins (Friestas)